# Aéroport de Barter Island
L'aéroport de Barter Island est un aéroport public/militaire situé près de la ville de Kaktovik sur l’île Barter, dans l’arrondissement de North Slope, situé à 502 kilomètres à l’est de Point Barrow, en Alaska. L’aéroport appartient à l’arrondissement de North Slope. Il est également connu comme aéroport LRRS de Barter Island ou aéroport de Kaktovik. L'acronyme LRRS signifie «radar à longue portée» ou «station de radar à longue portée».

## Installations et avions
L’aéroport possède une piste 7/25 avec une surface en gravier de 4 820 mètres sur 30 mètres. Au cours de la période de 12 mois se terminant le 31 décembre 2005, l’aéroport comptait 3 350 opérations aériennes, soit une moyenne de 9 opérations par jour: 75% en taxi aérien, 24% en aviation générale et 1% en service militaire.

## Compagnies aériennes et destinations
| Compagnies  | Destinations        |
| ----------- | ------------------- |
| Ravn Alaska | Deadhorse/Fairbanks |

| Rang | Ville      | Aéroport                                     | Passagers |
| ---- | ---------- | -------------------------------------------- | --------- |
| 1    | Deadhorse  | Aéroport de Deadhorse                        | 1 270     |
| 2    | Fairbanks  | Aéroport international de Fairbanks          | 1 210     |
| 3    | Barrow     | Wiley Post–Will Rogers Memorial Airport (en) | 20        |
| 4    | Fort Yukon | Aéroport de Fort Yukon                       | 10        |

## Historique
La piste initiale a été construite par l'armée américaine en 1947. L'armée de l'air américaine a pris le contrôle de Barter Island en 1951 et a prolongé la piste en 1953 pour soutenir la station radar Distant Early Warning Line de Barter Island (BAR-MAIN),. La station DEW Line de l'île Barter était exploitée par des contractuels civils. La station du réseau DEW a été désactivée en 1990 et le personnel de la station a été relevé de ses fonctions.
La station radar a été modernisée avec un radar de surveillance Long Range AN/FPS-117 au cours de l'hiver 1990. Un prototype de radar à courte portée AN/FPS-124 a également été installé. La station a été désignée comme élément du système d’alerte du Nord (NWS) en tant que site radar à longue portée A-21, contrôlée par le 611th Air Support Group des forces aériennes du Pacifique, basé sur la base aérienne d’Elmendorf.
En 1998, les forces aériennes du Pacifique ont lancé l'opération "Clean Sweep", dans le cadre de laquelle des stations abandonnées de la guerre froide en Alaska ont été restaurées et le territoire restauré. Les travaux de remise en état du radar et de la station d’appui ont été effectués par le 611th Civil Engineering Squadron d'Elmendorf, et les travaux de remise en état ont été achevés en 2005.
L'aéroport reste ouvert pour soutenir la petite colonie de Kaktovik et pour permettre aux entrepreneurs d'accéder au site radar militaire.

## Soutien de la Distant Early Warning Line
La station de Barter Island contrôlait un secteur de la Distant Early Warning Line. Le secteur BAR était composé d'une série de stations radar de surveillance situées sur le versant nord de la côte de l'Alaska, ainsi que de stations situées au Yukon, au Canada, et dans les Territoires du Nord-Ouest.
Barter Island contrôlait neuf stations habitées, quatre d’entre elles étant classées comme sites "auxiliaires" et cinq stations "intermédiaires". Les stations auxiliaires étaient similaires au site principal de Barter Island; les sites intermédiaires avaient moins de personnel. Les stations étaient composées d’un radar de recherche AN/FPS-19, un radar haute puissance en bande L constitué de deux ensembles de radars identiques alimentant une double antenne (dos à dos) d’une portée d’environ 160 milles marins. Les sites comportaient un bâtiment modulaire pour 25 personnes soutenant le radar et une piste d’atterrissage, bien que leur longueur et leur capacité soient très variables, ce qui obligeait à des atterrissages fréquents à risque.
Chacun des sites était composé d'employés civils contractuels ayant signé des contrats d'une durée de 18 mois, bien qu'ils aient été visités fréquemment par le personnel militaire de l'armée de l'air.
| ID DEW | Nom du site                                | Localisation                  | Activation | Fermeture | Notes |
| ------ | ------------------------------------------ | ----------------------------- | ---------- | --------- | --- |
| BAR-1  | Komakuk Beach, Yukon                       | 69° 35′ 41″ N, 140° 10′ 44″ O | 1957       | 1993      | Site axillaire DEW, les opérations ont pris fin en 1993; Entré dans le système d'alerte du nord (NWS) avec un AN/FPS-124 SRR                                            |
| BAR-2  | Shingle Point, Yukon                       | 68° 55′ 48″ N, 137° 14′ 17″ O | 1957       | 1989      | Site auxiliaire DEW, les opérations ont pris fin en 1989; Entré dans le système d'alerte du nord (NWS) avec un AN/FPS-117 LRR                                           |
| BAR-3  | Tuktoyaktuk, Northwest Territories         | 69° 26′ 35″ N, 132° 59′ 55″ O | 1957       | 1993      | Site auxiliaire DEW, les opérations ont pris fin en 1993; Entré dans le système d'alerte du nord (NWS) avec un AN/FPS-124 SRR                                           |
| BAR-4  | Nicholson Peninsula, Northwest Territories | 69° 55′ 28″ N, 128° 58′ 23″ O | 1957       | 1993      | Site axillaire DEW, les opérations ont pris fin en 1993; Entré dans le système d'alerte du nord (NWS) avec un AN/FPS-124 SRR                                            |
| BAR-A  | Demarcation Bay (en), Alaska               | 69° 53′ 09″ N, 142° 18′ 28″ O | 1957       | 1963      | Site intermédiaire DEW, fermé en 1963; remis en état vers 2000 par l’USAF                                                                                               |
| BAR-B  | Stokes Point, Yukon                        | 69° 19′ 49″ N, 138° 44′ 13″ O | 1957       | 1963      | Site intermédiaire DEW, fermé en 1963, état actuel non déterminé; BAR-BA3 (nouveau site) a été intégré au Système d’alerte du Nord (NWS) en 1990 avec un AN/FPS-124 SRR |
| BAR-C  | Tununuk Camp, Northwest Territories        | 69° 00′ 10″ N, 134° 40′ 00″ O | 1957       | 1963      | Site intermédiaire DEW, fermé en 1963; statut actuel indéterminé. |
| BAR-D  | Atkinson Point, Northwest Territories      | 69° 56′ 00″ N, 131° 25′ 50″ O | 1957       | 1963      | Site intermédiaire DEW, fermé en 1963; statut actuel indéterminé; BAR-DA1 (nouveau site) a été intégré au Système d’alerte du Nord (NWS) en 1990 avec un AN/FPS-124 SRR |
| BAR-E  | Horton River, Northwest Territories        | 70° 00′ 59″ N, 126° 56′ 35″ O | 1957       | 1963      | Site intermédiaire DEW, fermé en 1963; fait partie du système d’alerte du Nord (NWS) depuis juin 1991 avec un AN/FPS-124 SRR                                            |

Avec la signature de l'accord de modernisation de la défense aérienne nord-américaine lors du "Sommet de Shamrock" entre le Premier ministre Mulroney et le président Reagan à Québec le 18 mars 1985, le réseau DEW commença à être modernisé et à devenir le Système d'alerte du Nord (NWS) d'aujourd'hui. Les sites intermédiaires ont été fermés en 1963 en raison des progrès de la technologie radar. Les sites NWS opérationnels ont conservé leurs anciennes désignations du réseau DEW. Les sites canadiens du NWS sont sous la juridiction du ROCC NORAD Canada West sur la BFC North Bay, en Ontario; l'île Barter est sous la juridiction du ROCC de la région NORAD de l'Alaska sur Elmendorf AFB.